# Baosankidul
Baosankidul is een bestuurslaag in het regentschap Ponorogo van de provincie Oost-Java, Indonesië. Baosankidul telt 6122 inwoners (volkstelling 2010).